# Réunion de la Corse à la France

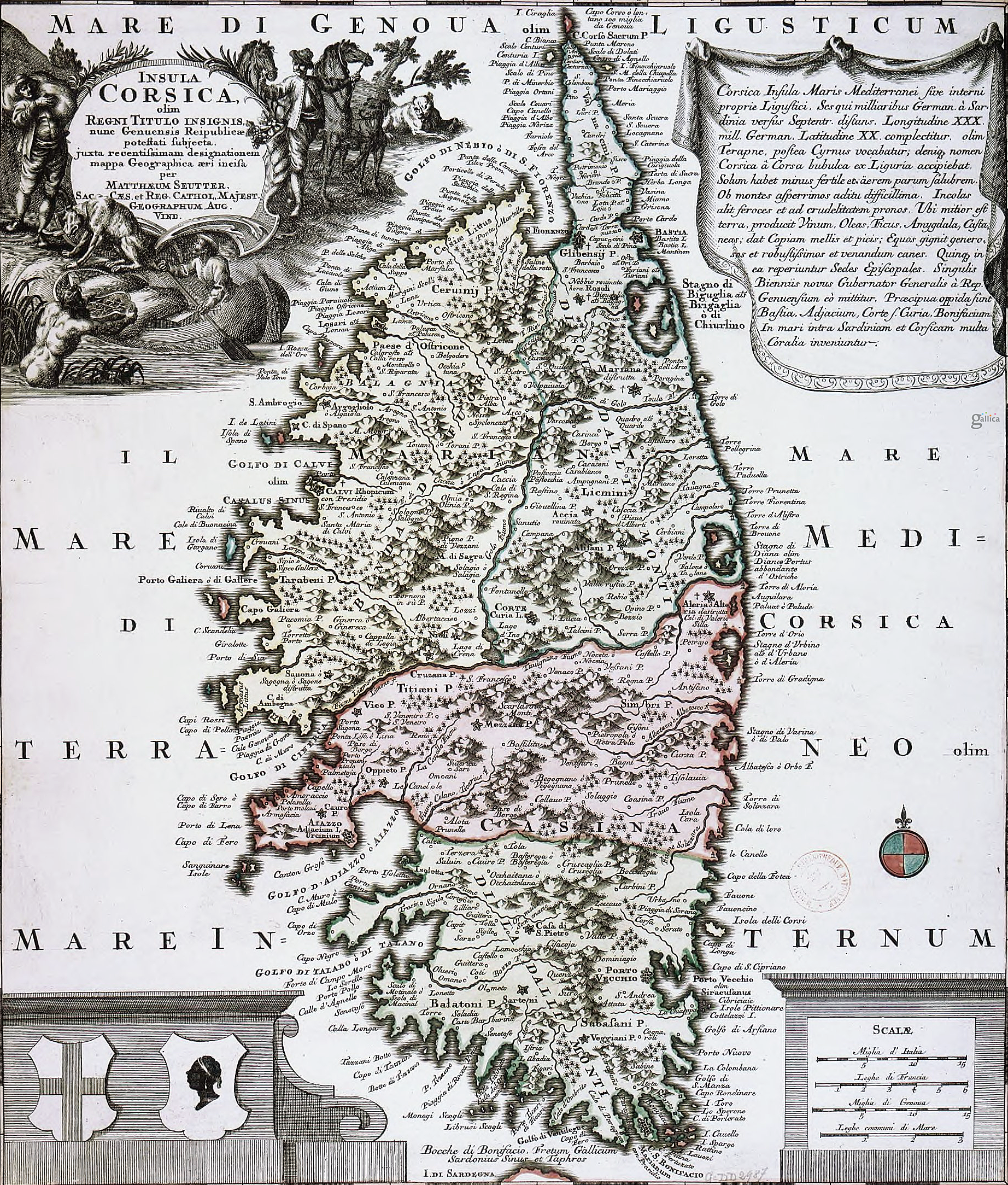
Carte de la Corse à la fin du XVIII.

Le décret de réunion de la Corse à la France est le décret adopté par l'Assemblée nationale constituante le 30 novembre 1789, sur la proposition de Christophe Saliceti, à la suite de la lecture des lettres de la commune de Bastia et d'habitants d'Ajaccio, réitérant les cahiers de doléances. Après avoir été sanctionné par Louis XVI, par lettre patente de janvier 1790, il devient la loi des 30 novembre 1789 - janvier 1790.
Il s'agit d'un des premiers exemples au monde, de la volonté du peuple souverain de se constituer en nation. Les cahiers de doléances de 1789 font part de la volonté de la population de la Corse d'intégrer le Royaume, demande relayée par les représentants de la Corse à la Constituante, celle-ci, émanation du peuple, vote en faveur de cette demande. Ce processus politique fondé sur la volonté populaire a pu inspirer à Ernest Renan sa théorie subjective de la nation. Apprenant la nouvelle du vote du décret, Pascal Paoli écrit à Antone Gentili : « ...Pour ce qui concerne ma personne et la personne de ceux qui m'aiment, dites à l'Assemblée que nous ne ferons rien qui puisse la contrarier. Lorsque la patrie a obtenu la liberté, elle n'a plus rien à désirer » (lettre du 08/12/1789) ; il lui demande également de remercier chaleureusement tous ceux qui ont participé à cette décision. Dans un autre courrier daté du 11 décembre 1789 et adressé au président de la Constituante, il écrit : « ... En admettant la Corse parmi les provinces de la France, elle a trouvé le moyen le plus infaillible d'attacher les habitants de cette île au gouvernement français... ». Enfin, le 23 décembre 1789, il écrit à son ami Nobili-Savelli : « (...) L'union libre à la nation française n'est pas la servitude, mais la participation de droit ».

## Texte

### Cahiers de doléances (extraits)
ÎLE DE CORSE.
CAHIER
De doléances, demandes et représentations de l'ordre du tiers-état de l'île de Corse, arrêté par l'assemblée générale de cet ordre convoquée à Bastia le 18 mai 1789 (1).
L'ordre du tiers-état, avant toute opération, se croit obligé de manifester les sentiments de la vive joie dont il est pénétré de voir cette île réunie à la nation française, devenir partie intégrante de cette monarchie.
Il déclare que rien ne pouvait être plus consolant pour lui, que la grâce que Sa Majesté daigne accorder à cette province en l'appelant à s'occuper, de concert avec les autres, du rétablissement de l'ordre dans toutes les parties de l'administration de l'Etat.
Que ces dispositions lui font espérer avec fondement de parvenir au degré de régénération et de félicité qu'elle doit attendre sous un monarque puissant et chéri.
Qu'il éprouve le plus vif regret de ne pouvoir concourir par des secours pécuniaires à la réparation du désordre qui s'est manifesté dans les finances de l'Etat.
Que la Corse, désolée par quarante années de guerres consécutives, se voit malheureusement réduite à la dure nécessité de ne pouvoir plus supporter aucune augmentation d'impôts et de n'offrir dans les besoins actuels de l'Etat qu'un tribut de zèle et de fidélité.
Qu'il viendra un temps où cette île, mise en valeur par la culture et par l'industrie, bien loin d'être à charge à la monarchie, lui sera d'une utilité réelle.
Le tiers-état s'est donc borné à porter ses réflexions sur tout ce qui intéresse en Corse la législation civile et criminelle, l'administration de la justice, les Etats du pays, l'administration municipale, le clergé, l'agriculture, le commerce et les objets d'utilité publique.
Il autorise en conséquence ses députés à former les demandes, plaintes, doléances et remontrances suivantes :

### Etats généraux
Art. 1er. Retour périodique des Etats généraux de cinq en cinq ans.
Art. 2. La Corse autorisée à y envoyer deux députations, eu égard à sa population.
Art 3. Supplier Sa Majesté de ne point céder cette île ni aucune autre province du royaume, sans le consentement des Etats généraux et des Etats du pays.
(...)

### Lettre de la commune de Bastia (extrait)
[…]
Vous êtes, Messieurs, chargés par vos cahiers de demander que l'île de Corse soit déclarée partie intégrante de la monarchie et nous ne pouvons vous cacher que nous sommes très étonnés de voir que vous ne présentez jamais cette demande à l'Assemblée nationale.
Vous avez beau nous dire que votre admission comme députés nous déclare par le fait province de France, cela ne suffit pas. Le ministère nous a conquis par la force, et d'après un traité passé avec la république de Gênes, qui n'avait nullement le droit de nous céder. Pour notre sûreté et pour que nous soyons Français à jamais, ce qui est notre unique vœu, il nous faut un décret de la nation sur une demande faite par vous, Messieurs, qui êtes nos représentants librement et légalement élus.
Nous attendons votre réponse avec le plus grand empressement et soyez sûrs qu'elle décidera de la tranquillité du pays.
[…]
Signé : Galearni, Guasco [et] Morati, membres de la commune de Bastia.

### Lettre d'habitants de la ville d'Ajaccio (extrait)
[…]
[Le] vœu général [du peuple corse], exprimé librement dans ses cahiers, est d'être réuni à la nation française devenue libre, et […] toute sa crainte est d'être remis sous le joug des Génois, ou de continuer d'être gouverné militairement, comme il l'a été jusqu'à ce jour.

### Propositions d'amendements
À la demande de Mirabeau, un amendement est ajouté : « Les Corses, qui après avoir combattu pour la défense de leur liberté, se sont expatriés et qui cependant ne sont coupables d'aucun délit déterminé par la loi, ne pourront être troublés de la faculté de rentrer dans leur pays pour y exercer tous leurs droits de citoyens français ».

### Décret de l'Assemblée nationale
L'île de Corse est déclarée partie de l'empire français ; ses habitants seront régis par la même constitution que les autres Français, et dès à présent le roi est supplié d'y faire parvenir et publier tous les décrets de l'Assemblée nationale.